# Vasile Morariu
Vasile Morariu (n. 1873, Luduș – d. 1933)  a fost un deputat în Marea Adunare Națională de la Alba Iulia, organismul legislativ reprezentativ al „tuturor românilor din Transilvania, Banat și Țara Ungurească”, cel care a adoptat hotărârea privind Unirea Transilvaniei cu România, la 1 decembrie 1918.

## Biografie
Vasile Morariu a fost învațător și delegat la Marea Adunare Națională de la Alba Iulia. S-a nascut la Luduș și a trăit între 1873-1933.

## Activitate politica
A fost delegat la Marea Adunare Naționala de la Alba Iulia din partea Cercului Murăș-Ludoș. A fost primar in Luduș și senator PNȚ.